# Karl Kolbenheyer
Karl Kolbenheyer (ur. 28 maja 1841 w Bielsku na Śląsku Cieszyńskim, zm. 1 lutego 1901 tamże) – śląski Niemiec, obywatel austriacki, z zawodu nauczyciel gimnazjalny, z zamiłowania przyrodnik, turysta górski, badacz Tatr, autor niemieckiego przewodnika po tych górach o 10 wydaniach oraz licznych map tatrzańskich. Od założenia (w 1893 r.) jeden z najaktywniejszych członków niemieckiej organizacji turystycznej Beskidenverein.

## Życiorys
Studiował filologie klasyczne na uniwersytetach w Wiedniu i w Jenie. Był nauczycielem łaciny i greki, a także przyrody i geografii. Pracował kolejno w Lewoczy na Spiszu (1863-68), w Cieszynie (1868-70) oraz przez 28 lat w rodzinnym Bielsku. W tym ostatnim uczył w niemieckim gimnazjum miejskim (K.K.Staatsgymnasium in Bielitz), które miało swoją siedzibę w budynku należącym dziś do zespołu szkół mechanicznych przy obecnej ulicy Słowackiego.
Turystykę górską uprawiał od młodości. W Tatrach (przy Morskim Oku) był po raz pierwszy w wieku 20 lat. Przez kolejne 30 lat chodził po Tatrach bardzo dużo i z czasem został jednym z najlepszych XIX-wiecznych znawców tych gór. Był autorem jednego z najważniejszych przewodników tatrzańskich z tego okresu (Die Hohe Tatra, Teschen 1876, wyd. 10 w 1898), który odegrał dużą rolę w popularyzacji turystyki tatrzańskiej. Przewodnik ten ukazał się również w języku węgierskim (A Magas Tátra, Teschen 1882, współautor Pál Kovács). Był też autorem map Tatr w różnej skali (opartych na podkładach austriackich map wojskowych), które dołączał do kolejnych wydań swego przewodnika lub publikował osobno. Najważniejsze to Karte der Hohen Tatra mit den nächsten Voralpen 1:100 000 (Késmárk 1876 i Breslau 1891) oraz Die Hohe Tatra mit der nächsten Umgebung 1:133 333 (Teschen 1884, 1891, 1898). Wydał również przewodnik po Beskidach (Führer durch die Beskiden im Gebiete der Section Bielitz-Biala des Beskiden-Vereines, 1891).
Od początku lat 60. XIX w. prowadził obserwacje botaniczne w Beskidach i na Pogórzu Śląskim. W tym czasie jako pierwszy zanotował występowanie na Śląsku Cieszyńskim cymbalarii bluszczykowatej (Cymbalaria muralis G. Gaertn. et al.) oraz rosiczki długolistnej (Drosera anglica Huds.) (Vorarbeiten zur Flora von Teschen und Bielitz, Ver. zool.-bot. Ges., Wien 1862).
Co najmniej od 1872 r. Kolbenheyer prowadził również szeroko pojęte obserwacje przyrodnicze w Tatrach i na Podtatrzu. Zajmował się barometrycznymi i trygonometrycznymi pomiarami wysokości, obserwacjami meteorologicznymi, pomiarami temperatury źródeł, stawów i jaskiń, obserwacjami botanicznymi i geobotanicznymi itd. To on wyznaczył m.in. wysokość najwyższego szczytu w Tatrach, Gerlacha, na 2662,6 m n.p.m. i dopiero dokładne pomiary XX w. zmniejszyły tę wartość do 2655 m n.p.m. Wyniki tych obserwacji publikował w prasie (m.in. w wydawanym w Lewoczy „Zipser Bote” i wrocławskiej „Schlesische Zeitung”) oraz innych wydawnictwach, m.in. w rocznikach Węgierskiego Towarzystwa Karpackiego. Od 1874 r. był również członkiem polskiej Komisji Fizjograficznej Akademii Umiejętności w Krakowie, a wiele swych prac ogłaszał w tłumaczeniu polskim w „Sprawozdaniach Komisji Fizjograficznej” (w latach 1874-1882).
Kolbenheyer założył i prowadził w budynku szkoły w której uczył pierwszą stację meteorologiczną w Bielsku. Drugą stację założył w otwartym w 1897 r. schronisku Beskidenvereinu na Szyndzielni. Od 1873 r. starał się również zorganizować sieć posterunków meteorologicznych w Tatrach i u ich podnóży.
Jego pamięć uczcili niemieccy i węgierscy turyści, nazywając Kobyli Stawek w Kobylej Dolince w słowackich Tatrach Wysokich odpowiednio Kolbenheyersee oraz Kolbenheyer-tó.